# Edward Frederick Anderson
Edward Frederick Anderson (1932 - 2001) foi um botânico norte-americano .
Foi um especialista na família das Cactaceae.

## Publicações
Participou com Wilhelm Barthlott e Roger Brown da obra The Cactus Family, publicada em 2001.